# Edlbach
Edlbach è un comune austriaco di 645 abitanti nel distretto di Kirchdorf an der Krems, in Alta Austria.